# Nerula
Nerula is een geslacht van vlinders van de familie dikkopjes (Hesperiidae), uit de onderfamilie Eudaminae.

## Soorten
- N. fibrena (Hewitson, 1877)
- N. tuba Evans, 1953